# Custas processuais
Custas processuais são a soma das despesas decorrentes da tramitação de um processo. Representam a taxa devida pela prestação, por parte do Poder Judiciário, do serviço público de julgamento de uma ação ou um recurso.